# طباشير القرع
طباشير القرع Calabash chalk هي مادة جيولوجية تستهلك على نطاق واسع في دول غرب إفريقيا من أجل المتعة، وتستخدمها النساء الحوامل كعلاج للغثيان. أكل التراب هو ممارسة أكل التراب بما في ذلك التربة والطباشير. هذه الممارسة ليست جديدة ولا عفا عليها الزمن ويمكن ربطها بالمعتقدات الدينية أو الأدوية أو كجزء من نظام غذائي منتظم. يمكن أن يؤدي هذا الفعل إلى تعريض المستهلك للمواد السامة والطفيليات الموجودة في التربة التي يبتلعها.

## التسمية
يتم التعرف على طباشير الكالاباش بأسماء مختلفة مثل حجر كالابار (بالإنجليزية)، لا كراي أو أرجيل (بالفرنسية)، مابيلي (لينجالا في الكونغو)، نزو ( إيجبو في نيجيريا)، ندوم (إيفيك/إيبيبيو نيجيريا)، إيكو (بيني/إيدو نيجيريا). وتعرف أيضًا باسم إيبومبا في أوغندا، وبوتو، وأولو. في غانا يُعرف باسم shilè.umcako في الزولو (جنوب أفريقيا)

## الموقع
توجد طباشير الكالاباش بشكل كبير في نيجيريا والمجتمعات الأخرى في غرب إفريقيا. على الرغم من أن هذه المادة الجيولوجية آكلة للحوم هي أصلية في أفريقيا، بسبب هجرة سكان غرب أفريقيا إلى دول أخرى، يمكن أيضًا العثور عليها في المتاجر العرقية في المملكة المتحدة وكندا واليونان والولايات المتحدة.   يتم أيضًا تناول طباشير القرع بين النساء من أصل أفريقي في ولاية جورجيا الأمريكية. 

## التعبير
طباشير القرع هو مادة طبيعية تتكون من أصداف بحرية متحجرة. ومع ذلك، يمكن تحضيره صناعيا عن طريق الجمع بين الطين والرمل ورماد الخشب وحتى الملح. من خلال تشكيل هذا الخليط وتسخينه، يتم الحصول على طباشير القرع.  وهو متوفر على شكل مسحوق أو شكل مصبوب أو كتلة.
مكونات طباشير القرع وتركزات الرصاص
هناك آراء مختلفة بشأن مكونات طباشير القرع، ولكن هناك إجماع على أن المكون الرئيسي هو هيدروكسيد سيليكات الألومنيوم. يأتي هذا المركب من مجموعة طين الكاولين، مما يجعل الصيغة الممكنة لطباشير القرع هي Al₂Si₂O₅(OH)₄.
ومن المعروف أيضًا أن طباشير القرع تحتوي على تركيزات عالية جدًا من الرصاص. يوصي الاتحاد الأوروبي (لائحة المفوضية، 2001) بأن لا تتجاوز كمية الرصاص في الغذاء 1 ملغ/كغ، ومع ذلك، فقد تم الإبلاغ عن أن كمية الرصاص الموجودة في طباشير القرع (وفقًا للجنة كودكس للمواد المضافة والمواد الملوثة للأغذية، 2003) تتراوح بين 10 إلى 50 ملغ/كغ.
بالإضافة إلى ذلك، قد تكون هناك مخاطر صحية مرتبطة باستهلاك كميات عالية من الرصاص، مما يستدعي اتخاذ احتياطات إضافية في استخدام مثل هذه المواد في المنتجات الغذائية. قد يتضمن تركيبه أيضًا: الألومنيوم، والملوثات العضوية الثابتة، والسيليكون، وألفا ليندين، وإندرين، وإندوسلفان 11، والزرنيخ، والكروم.   

## الاستخدامات
يمارس كلا الجنسين وفي مختلف الفئات العمرية من الأشخاص من أصل أفريقي ممارسة أكل طباشير القرع، بهدف المتعة. ومع ذلك، فهو منتشر بين النساء، وخاصة أثناء الحمل، حيث يزعمن أنه يمنع القيء، وفرط إفراز اللعاب والغثيان. كما يستخدم طباشير القرع في صنع أقنعة الوجه والصابون.

## المخاطر الصحية
المخاطر الصحية لاستهلاك طباشير القرع
- عندما يتم استهلاك المواد الجيولوجية مثل طباشير القرع وتتلامس مع السوائل الهضمية، فإنها قد تؤدي إلى تأثيرات سامة سريرية أو تحت السريرية على الفرد. هناك العديد من التقارير التي توضح المخاطر الصحية المرتبطة باستهلاك طباشير القرع، بما في ذلك:
- تغيير التركيز الطبيعي للهيموجلوبين: قد يؤدي الاستهلاك إلى انخفاض مستويات الهيموجلوبين.
- تغيير عدد خلايا الدم الحمراء يمكن أن يتأثر عدد خلايا الدم الحمراء، مما يؤثر على صحة الفرد.
- معدل ترسيب كريات الدم الحمراء قد يتعرض المعدل للتغيير، مما يمكن أن يشير إلى وجود التهاب أو حالة صحية أخرى.

### آثار جانبية محتملة
تشمل الآثار الجانبية الأخرى لتناول طباشير القرع:
- تغيير معدل النمو يمكن أن يؤثر على النمو الطبيعي.
- إزالة المعادن من عظم الفخذ يمكن أن تؤدي إلى فقدان المعادن الأساسية.

### الاضطرابات الهضمية
تشير التقارير أيضًا إلى أن طباشير القرع يسبب العديد من الاضطرابات الهضمية، مثل:
- الغثيان

- القرحة
- التهاب المعدة

تنجم هذه الآثار عن التغيرات الهيستومورفولوجية التي يسببها استهلاك طباشير القرع للمعدة والمريء، مما يستدعي الحذر في استخدامها.. 